# Lisa Schumme
Lisa Schumme (* 15. August 1988 in Berlin) ist eine ehemalige deutsche Jugendschauspielerin. 
Schumme spielte von 2001 bis 2004 (Folge 123 bis 295, insgesamt 111 Episoden) die Rolle der Schülerin Thekla Singer in der Kinder- und Jugendserie Schloss Einstein.
Danach trat sie schauspielerisch nicht mehr weiter in Erscheinung.